# Ebba Bielke
Ebba Bielke född 1570, död 1618, var en svensk adelsdam, dömd för förräderi.  
Hon var dotter till Hogenskild Bielke och Anna Sture. Hon gifte sig 1598 med sin farbrors svåger, drottning Gunilla Bielkes bror Axel Bielke, ståthållare på Stockholms slott och lagman i Östergötland, som dog 1597. 
Ebba Bielke upprätthöll en korrespondens med sin far, som från 1599 satt fängslad som anhängare till Sigismund. Han gav henne uppgift att hålla honom underrättad om de intriger som förbereddes av Sigismunds anhängare mot Karl IX och samla bevis på motsättningar mellan Karl och rådet, något hon också gjorde. Deras brevväxling lades sedan fram som en del i bevisningen mot honom. År 1605 avrättades fadern i Stockholm för sitt stöd åt Sigismund mot kung Karl IX. Själv blev Ebba Bielke dömd som medskyldig i faderns brott till fängelse och konfiskation av sin egendom.   